# 徐元 (萬曆進士)
徐元（1550年—？），字善良，號仁宇，河南開封府杞縣人，民籍，明朝政治人物。同進士出身。

## 生平
萬曆四年（1576年）丙子科河南鄉試第三十七名，萬曆八年（1580年）庚辰科會試第二百六十八名，登三甲第三十三名進士。刑部觀政，本年授吴江知县，十四年行取，擢陕西道监察御史，十六年差巡按辽东，寻以父忧归，服闋，二十年（1592年）十一月补浙江道御史，巡按山西。二十二年养病回籍。及病愈，仍补浙江道御史，巡按苏松，二十八年以母忧归。服未闋而卒。

## 家族
曾祖徐周；祖父徐逵，贈文林郎知縣；父徐鳴鶴，曾任屯留、枣强知縣、山东道御史。母李氏（封孺人）。具庆下。弟徐允、徐亢、徐冕、徐尤、徐兖。